# Hans Gyde Petersen
Hans Gyde Petersen, född 7 november 1863, död 9 januari 1943, var en dansk skulptör och målare.
Bland hans skulpturer märks Adam och Eva finna Abels lik (Glyptoteket), Adam och Eva efter syndafallet (Statens Museum for Kunst) samt Kristian IX-monumentet i Thisted. Senare verkade Gyde Petersen främst som porträttskulptör och landskapsmålare.